# Allium falcifolium
Allium falcifolium är en amaryllisväxtart som beskrevs av William Jackson Hooker och George Arnott Walker Arnott. Allium falcifolium ingår i släktet lökar, och familjen amaryllisväxter. Inga underarter finns listade i Catalogue of Life.

## Bildgalleri

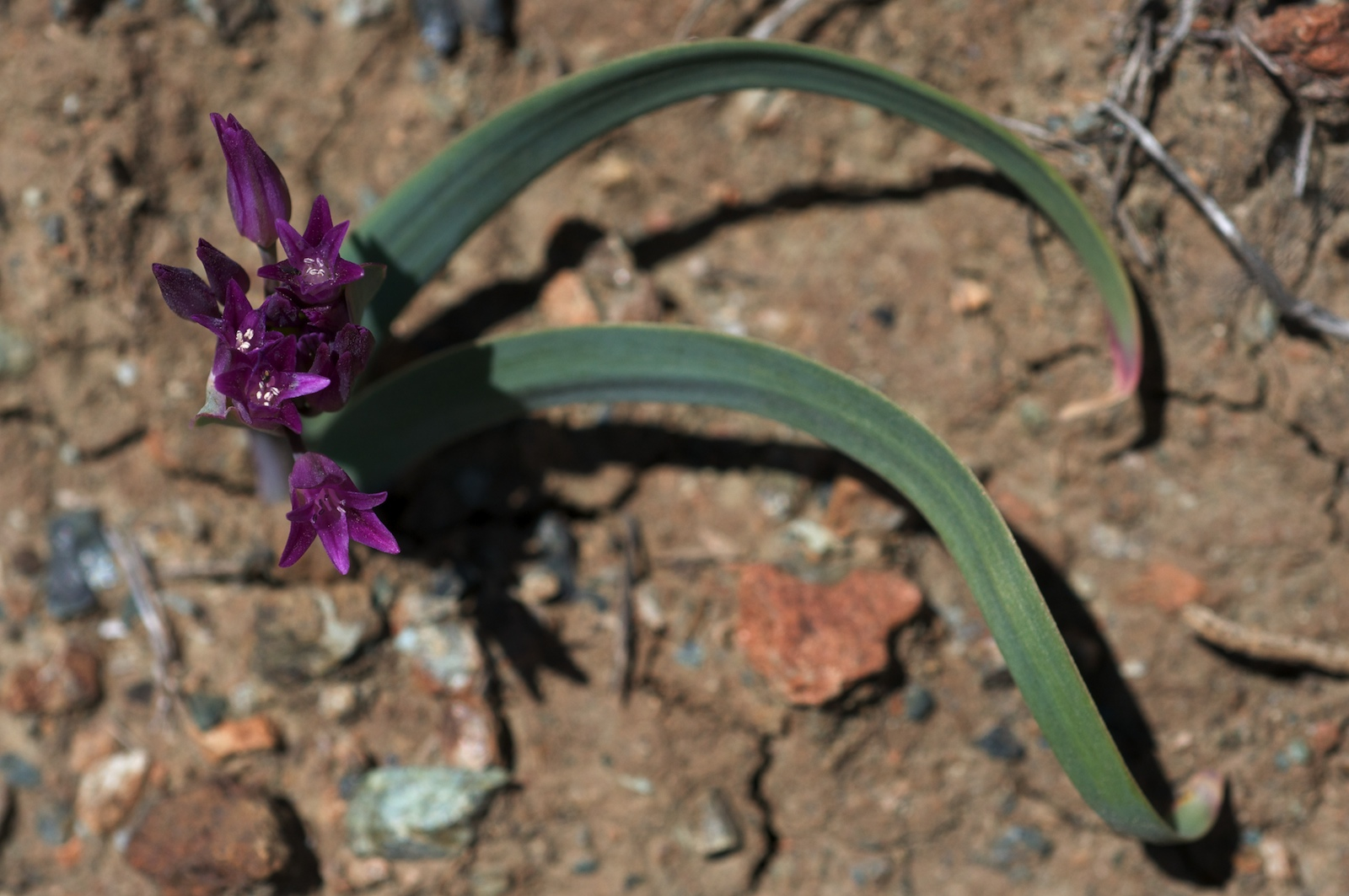
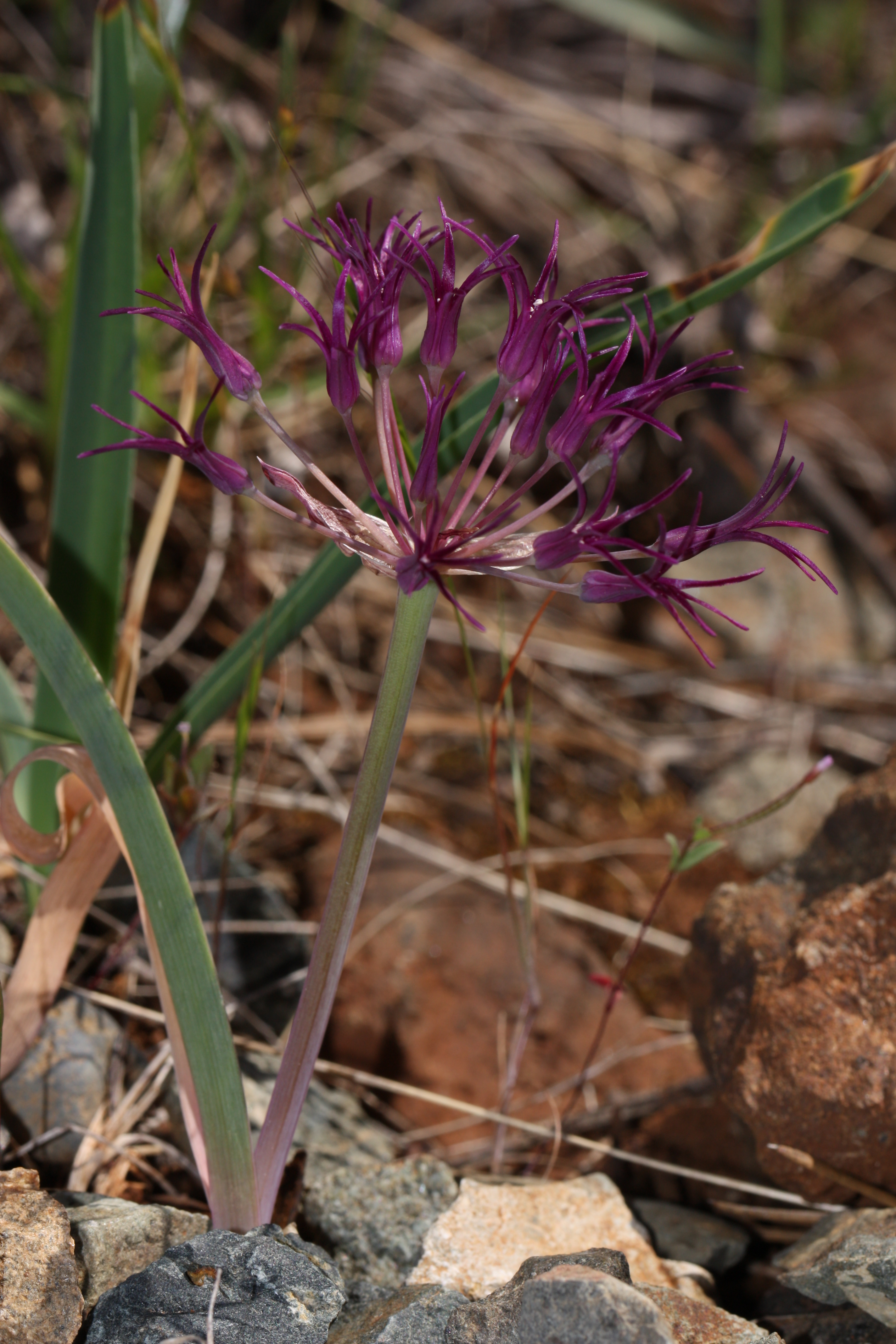
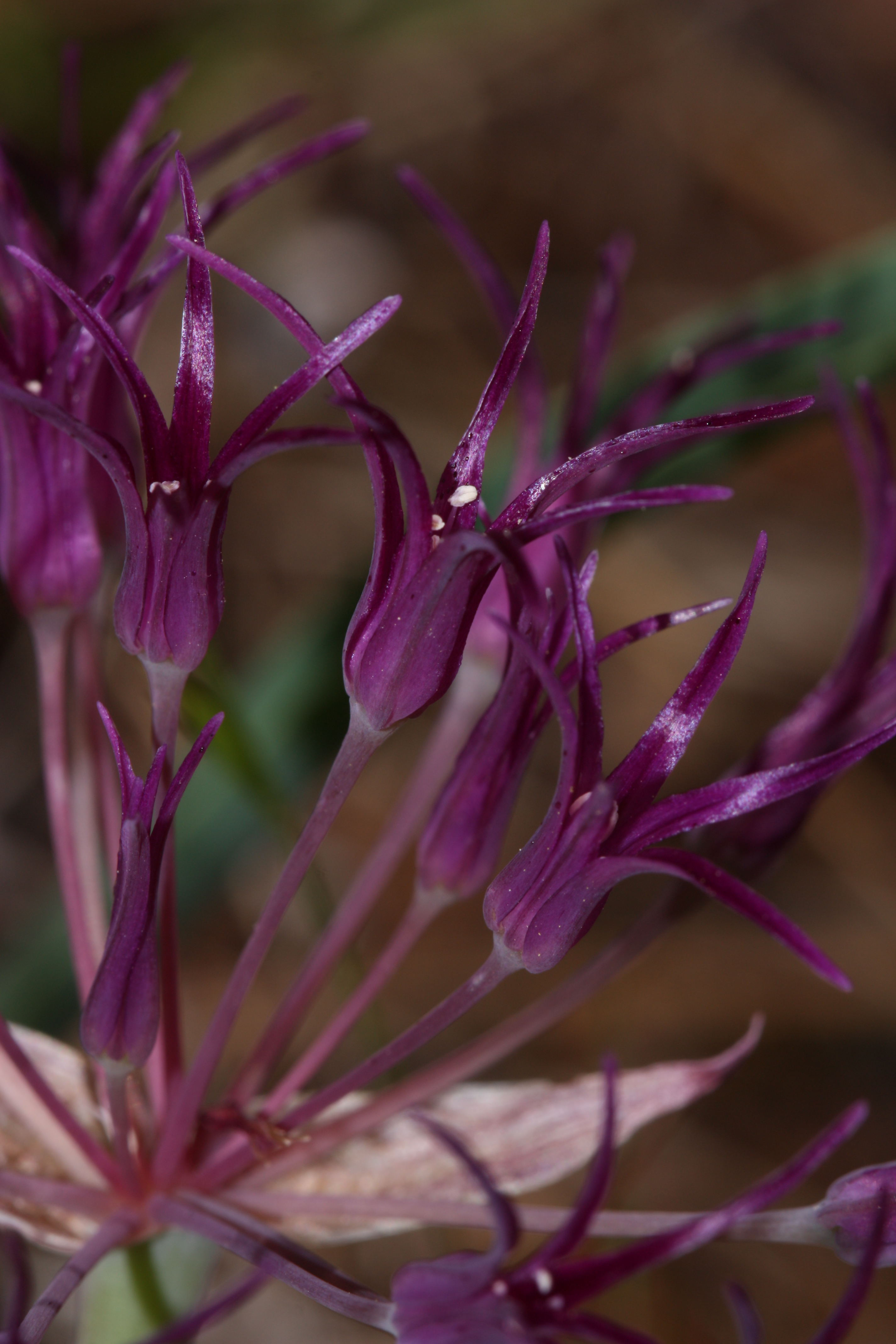
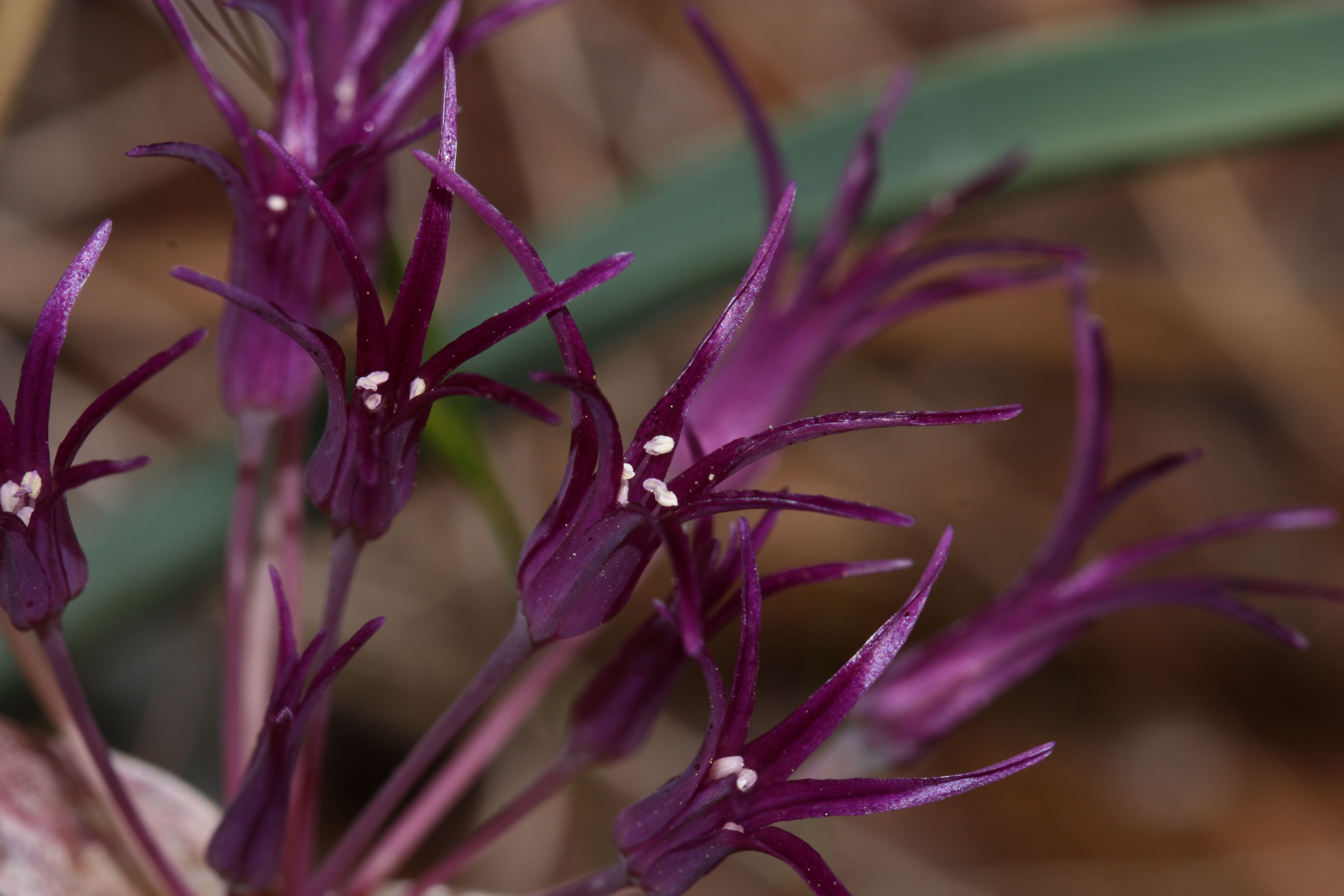
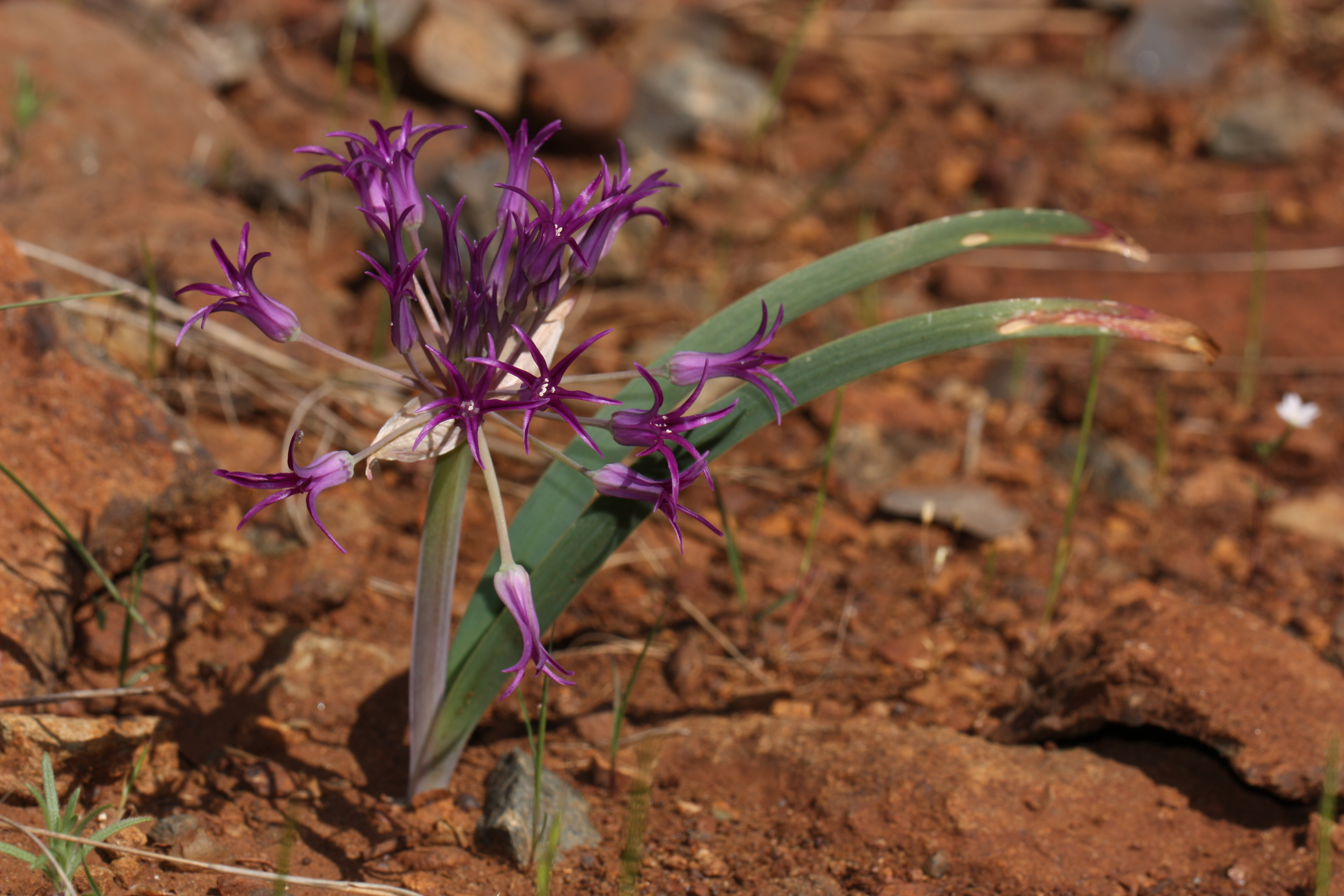
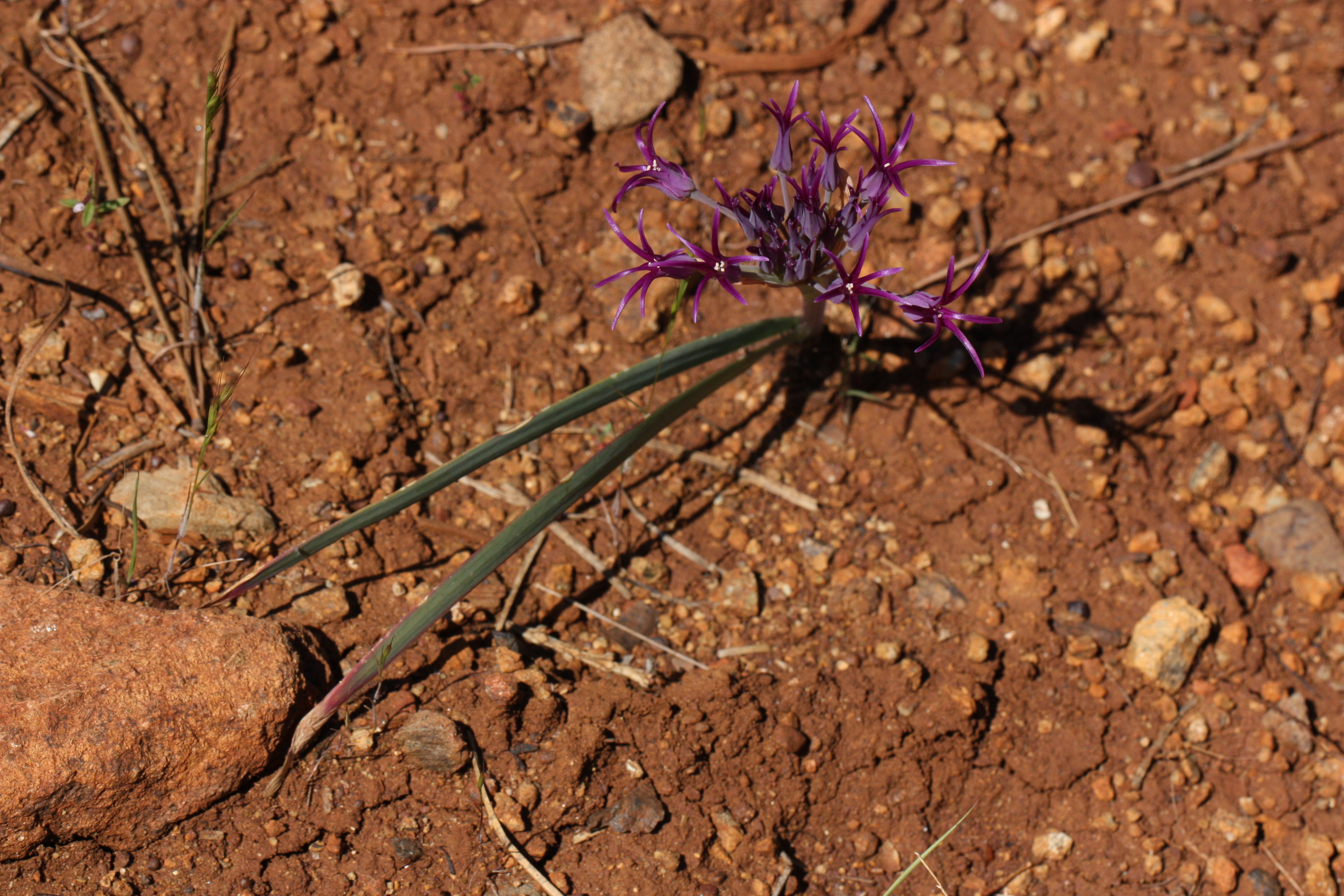